# جورج مارتن رايت
جورج مارتن رايت (بالإنجليزية: George Martin Wright)‏ هو لاعب كرة قاعدة أمريكي، (ولد في نورفولك في الولايات المتحدة 1882  م).